# Constitució de Bangladesh
La Constitució de la República Popular de Bangladesh és el document constitucional de Bangladesh. Va ser adoptada el 16 de desembre de 1972, per part del Comitè de Redacció de la Constitució. Proporciona la labor dels bangladeixos, amb un govern parlamentari, drets humans i llibertats, poder judicial independent, govern democràtic local i burocràcia nacional. Incloent les referències de la Democràcia, el secularisme, el Socialisme i la Llengua bengalí.